# Station Izegem
Station Izegem is een spoorwegstation langs spoorlijn 66 (Brugge - Kortrijk) in de West-Vlaamse stad Izegem.

## Stationsgebouwen
Het huidige stationsgebouw dateert van de periode 1930-1931. De rechterzijde van het stationsgebouw werd in 1974 afgebroken voor de aanleg van de centrumbrug tussen Emelgem en Izegem, die naast de sporen ook het kanaal Roeselare-Leie overspant. Daarnaast is een volledig intacte goederenloods aanwezig, nog steeds in eigendom van de NMBS. Op de voormalige goederenkoer werd een parkeerterrein voor ruim 400 auto's aangelegd.

## Spoorwegongeval
Op de avond van donderdag 26 april 2007 gebeurde een zwaar spoorwegongeval op spoor 2 in het station van Izegem. Een passagierstrein die van Oostende naar Kortrijk reed, vertrok net uit het station Izegem toen hij achteraan werd aangereden door een lege trein, die vanuit Brugge naar Kortrijk reed. Er vielen 51 gewonden, waarvan drie zwaargewonden.
Twee wagons van de passagierstrein en de locomotief (reeks 21) van de lege trein raakten zwaar beschadigd. De lege trein ontspoorde en over een lengte van 75 meter raakten de bovenleiding (ook van het tegenspoor), de dwarsliggers en de sporen beschadigd. Ook het perron liep schade op. In het station werden beide sporen buiten dienst gesteld. De NMBS legde enkele dagen vervangbussen in vanuit Izegem naar Kortrijk en naar Roeselare. Op zaterdag was reeds één spoor hersteld, dat van Oostende naar Kortrijk. Dinsdag waren de sporen in beide richtingen hersteld.
De oorzaak van het ongeluk was een vergetelheid bij werken aan het spoor. Daarbij werden de seinen verplaatst, maar niet de sensoren die de seinen bedienen, waardoor de seinen dus ten onrechte de aanrijdende trein lieten doorrijden tot in het station.

## Galerij

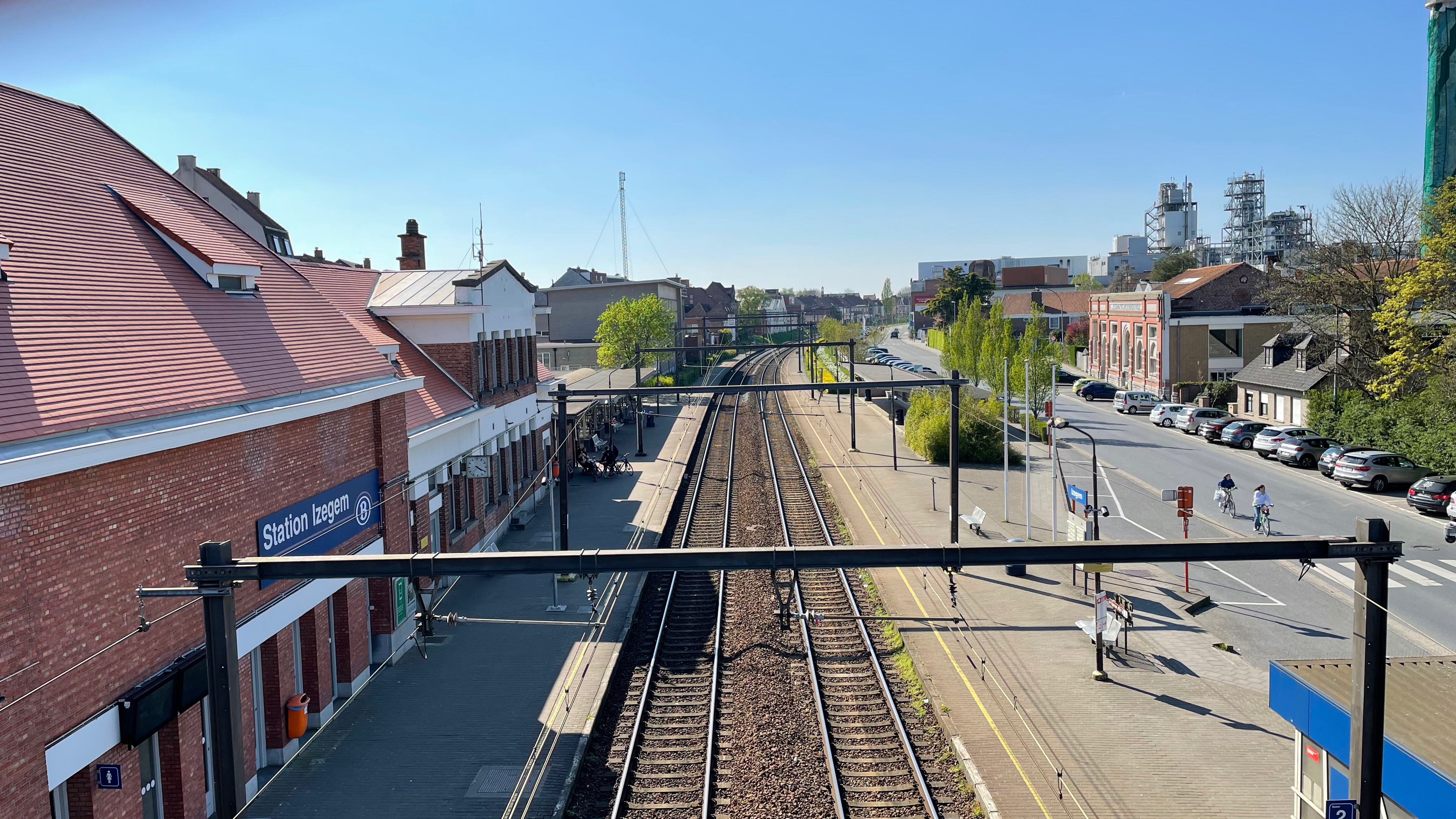
Zicht op de sporen
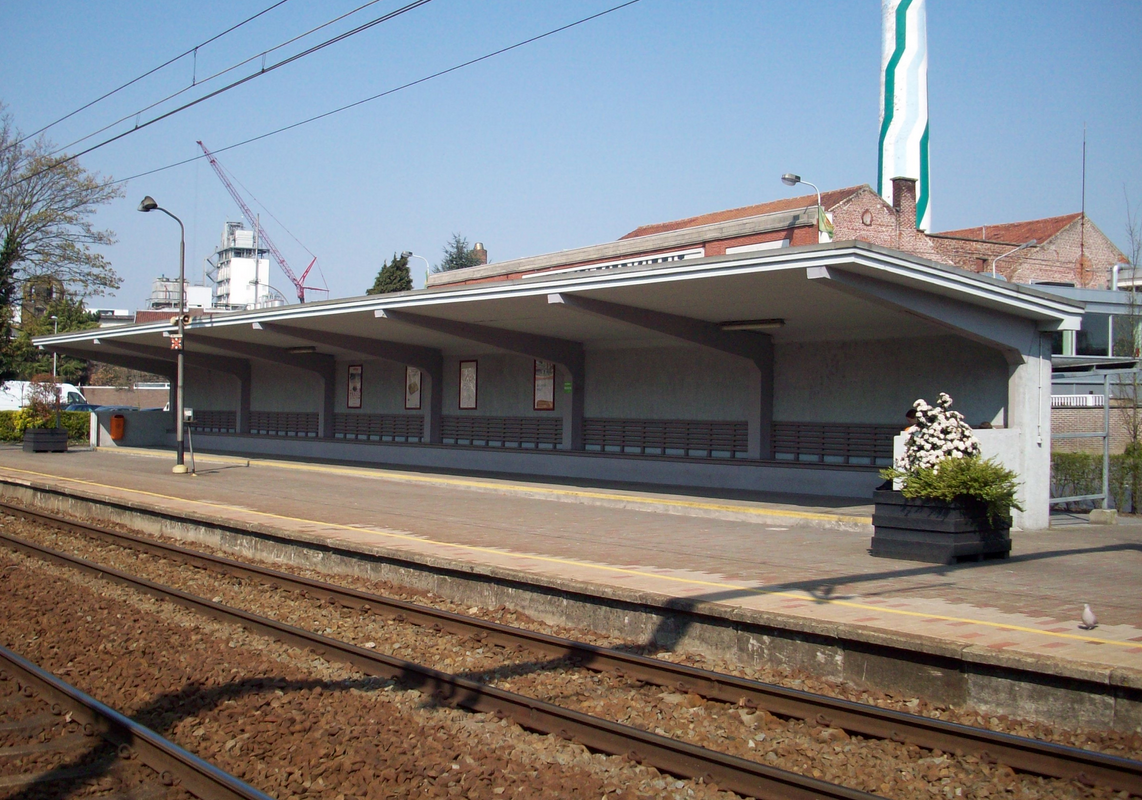
Perronafdak
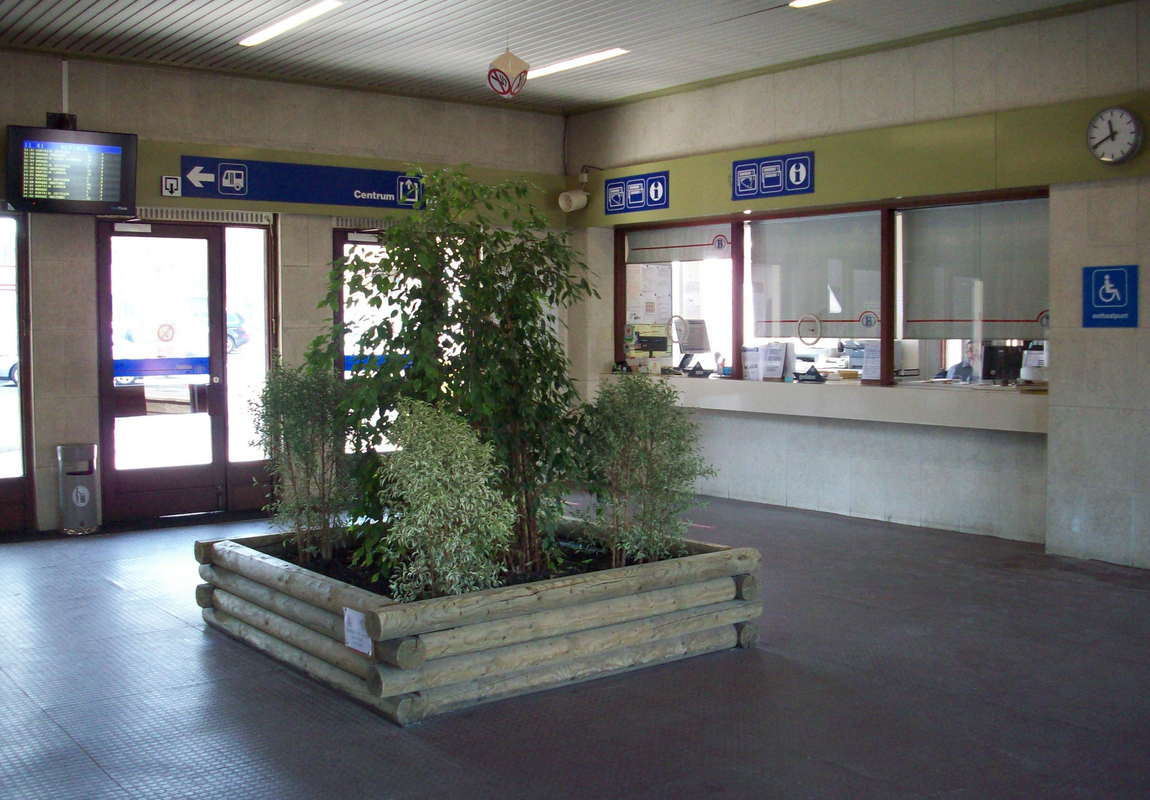
Lokethal
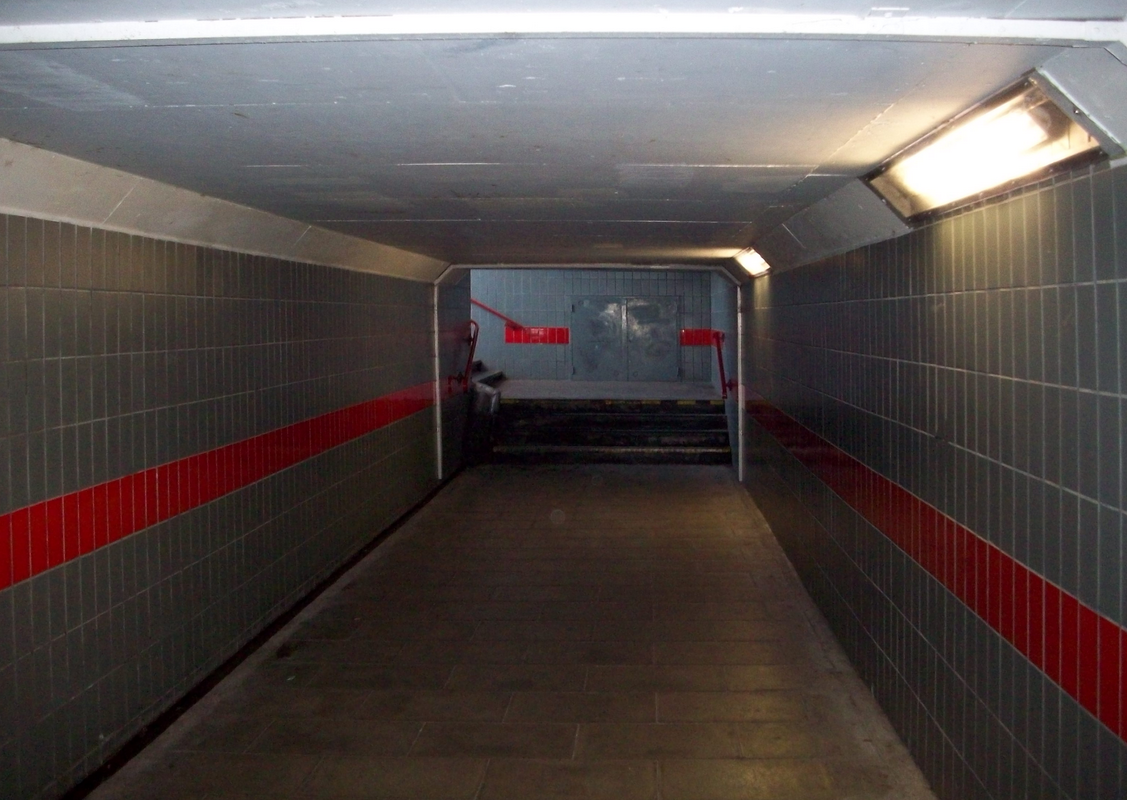
Verbindingstunnel

## Treindienst
| Serie       | Treinsoort          | Route | Bijzonderheden                                                         |
| ----------- | ------------------- | --- | ---------------------------------------------------------------------- |
| IC 12       | Intercity (NMBS)    | [ Oostende – Brugge – Izegem – ] Kortrijk – Gent-Sint-Pieters – Brussel-Zuid – Luik-Guillemins – Welkenraedt | Rijdt alleen op werkdagen. Eerste en laatste ritten van/naar Oostende. |
| IC 23       | Intercity (NMBS)    | Brussels Airport-Zaventem – Brussel-Zuid – Kortrijk – Izegem – Brugge – Oostende                             | Stopt in het weekend bijkomend in Munkzwalm.                           |
| IC 32       | Intercity (NMBS)    | [ Oostende – ] Brugge – Lichtervelde – Izegem – Kortrijk                                                     | Tijdens de spits van/naar Oostende.                                    |
| P 7990/8990 | Piekuurtrein (NMBS) | Brugge – Izegem – Kortrijk                                                                                   | Rijdt alleen op werkdagen.                                             |

## Reizigerstellingen
De grafiek en tabel geven het gemiddeld aantal instappende reizigers weer op een week-, zater- en zondag.
| Tabel: aantal instappende reizigers station Izegem | Tabel: aantal instappende reizigers station Izegem | Tabel: aantal instappende reizigers station Izegem | Tabel: aantal instappende reizigers station Izegem |
|                                                    | Weekdag                                            | Zaterdag                                           | Zondag                                             |
| -------------------------------------------------- | -------------------------------------------------- | -------------------------------------------------- | -------------------------------------------------- |
| 1977                                               | 868                                                | 274                                                | 475                                                |
| 1978                                               | 852                                                | 270                                                | 330                                                |
| 1979                                               | 1 442                                              | 331                                                | 520                                                |
| 1980                                               | 1 163                                              | 382                                                | 346                                                |
| 1981                                               | 1 369                                              | 431                                                | 309                                                |
| 1982                                               | 1 200                                              | 305                                                | 489                                                |
| 1983                                               | 1 540                                              | 346                                                | 464                                                |
| 1984                                               | 1 332                                              | 314                                                | 453                                                |
| 1985                                               | 1 671                                              | 372                                                | 548                                                |
| 1986                                               | 1 182                                              | 315                                                | 416                                                |
| 1987                                               | 1 267                                              | 348                                                | 585                                                |
| 1988                                               | 1 277                                              | 297                                                | 542                                                |
| 1989                                               | 1 034                                              | 328                                                | 434                                                |
| 1990                                               | 1 000                                              | 351                                                | 548                                                |
| 1991                                               | 995                                                | 391                                                | 614                                                |
| 1992                                               | 1 061                                              | 370                                                | 527                                                |
| 1993                                               | 1 023                                              | 398                                                | 606                                                |
| 1994                                               | 1 190                                              | 391                                                | 512                                                |
| 1995                                               | 1 069                                              | 393                                                | 550                                                |
| 1996                                               | 998                                                | 361                                                | 370                                                |
| 1997                                               | 1 101                                              | 366                                                | 572                                                |
| 1998                                               | 1 209                                              | 360                                                | 468                                                |
| 1999                                               | 1 065                                              | 470                                                | 585                                                |
| 2000                                               | 1 190                                              | 584                                                | 658                                                |
| 2001                                               | 952                                                | 436                                                | 510                                                |
| 2002                                               | 959                                                | 466                                                | 546                                                |
| 2003                                               | 1 103                                              | 418                                                | 606                                                |
| 2004                                               | 1 066                                              | 495                                                | 628                                                |
| 2005                                               | 1 151                                              | 578                                                | 622                                                |
| 2006                                               | 1 070                                              | 554                                                | 616                                                |
| 2007                                               | 1 129                                              | 462                                                | 739                                                |
| 2008                                               | -                                                  | -                                                  | -                                                  |
| 2009                                               | 1 076                                              | 408                                                | 565                                                |
| 2010                                               | -                                                  | -                                                  | -                                                  |
| 2011                                               | -                                                  | -                                                  | -                                                  |
| 2012                                               | 1 472                                              | 504                                                | 660                                                |
| 2013                                               | 1 438                                              | 485                                                | 633                                                |
| 2014                                               | 1 352                                              | 625                                                | 816                                                |
| 2015                                               | 1 256                                              | 402                                                | 578                                                |
| 2016                                               | 1 244                                              | 540                                                | 451                                                |
| 2017                                               | 1 336                                              | 457                                                | 438                                                |
| 2018                                               | 1 421                                              | 377                                                | 416                                                |
| 2019                                               | 1 343                                              | 368                                                | 397                                                |
| 2020                                               | 929                                                | 358                                                | 363                                                |
| 2021                                               | -                                                  | -                                                  | -                                                  |
| 2022                                               | 1 196                                              | 397                                                | 243                                                |
| 2023                                               | 1 274                                              | 376                                                | 401                                                |
| 2024                                               | 1 380                                              | 342                                                | 363                                                |